# Esaias Tegnér
Pour les articles homonymes, voir Tegner.
Esaias Tegnér (1782-1846) est une des figures littéraires majeures du XIXe siècle suédois. Écrivain et poète, il est membre de l'Académie suédoise.

## Biographie
Il nait en 1782 à Milleswik, dans la région du Värmland, et suit ses études à l'université de Lund à partir de 1799. Il y est adjoint à la bibliothèque, maître de philosophie et d'esthétique, secrétaire de faculté et professeur adjoint. Puis en 1810 il obtient un professeur de littérature grecque dans cette même université.
En 1812 il devient docteur en théologie. C'est au cours de l'année 1824 qu'il est nommé évêque de Växjö. Il délaisse alors la poésie pour se consacrer à la rédaction d'homélie.
Marianne Ehrenström dans sa Notice sur la littérature et les beaux-arts en Suède (1826) :

« Je te salue ô Tegnér ! Ossian de la Scandinavie, poète divin, dont le génie volcanique ressemble à la flamme, qui s'élance des abîmes vers l'immensité, embrase tous les cœurs et les saisit d'admiration. »

Et :

« Tout suédois se sent fier de partager avec Frithiof une même patrie, et emporté par l'exemple du héros, il renouvelle le serment inviolable, de vivre et de mourir pour son pays. »

## Portraits

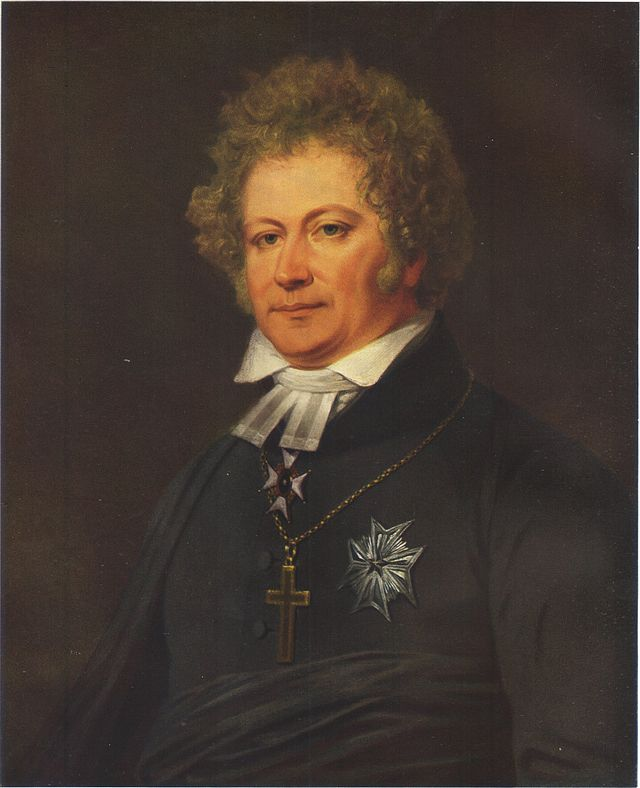
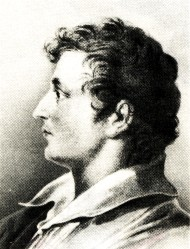

## Sources
- Histoire élémentaire et critique de la littérature: Littérature du midi (Italie, Espagne et Portugal), Librairie classique de Périsse frères, 1844.
- Les Suedois depuis Charles XII jusqu'à Oscar Ier, par le vte ... Beaumont-Vassy, Edouard Ferdinand de la Bonniniere, Vicomte de, 1816-1875.